# Mukti Sari (Tapung)
Mukti Sari is een bestuurslaag in het regentschap Kampar van de provincie Riau, Indonesië. Mukti Sari telt 1969 inwoners (volkstelling 2010).